# Powiat Sarkad
Powiat Sarkad – jeden z ośmiu powiatów komitatu Békés na Węgrzech. Siedzibą władz jest miasto Sarkad.

## Miejscowości powiatu Sarkad
- Biharugra
- Geszt
- Körösnagyharsány
- Kötegyán
- Méhkerék
- Mezőgyán
- Okány
- Sarkad
- Sarkadkeresztúr
- Újszalonta
- Zsadány